# Messa (Yaoundé)
Pour les articles homonymes, voir Messa.
Messa est un quartier de la ville de Yaoundé, capitale du Cameroun, situé dans l'arrondissement de Yaoundé II.

## Étymologie
Dans son acception commune, « Messa » est le pluriel du mot « Assa » ou « sà » qui désigne un arbre tropical (Dacryodes edulis), le « prunier » ou safoutier chez les Fang-Betis, la plante qui donne les safous. Avant le développement de la ville, on en trouvait en abondance à cette période.
En réalité, « sà » est un nom de relief et désigne une surface de latérite produite par altération superficielle des roches en climat tropical humide, présente sur les pentes des monts situé à l’Ouest de la ville de Yaoundé. C’est essentiellement pour ces raisons que le nom Mᵊsᾴ a été attribué. Ce nom désigne donc un horizon de sol très induré, cimenté par des oxydes de fer et d’alumine cristallisés.

## Historique
Messa, à l’origine dénommé Mvôg Bᵊtsi, était le quartier le plus vaste et le plus peuplé de Yaoundé qui s’étalait sur près de 5 km. Il englobe non seulement les monts Messâ, mais également les quartiers Nkom Kàna, Madagascar, Azegue, Elig Efa et Mokolo. Aujourd'hui, ce quartier est particulièrement identifié par sa zone résidentielle Grand–Messa qui a été construite entre 1967 et 1972 par la Société immobilière du Cameroun (SIC). Il s’agit d’un cantonnement structuré en plusieurs zones d’agglomération :
- Grand–Messa
- Messa-Carrière
- Messa–Duma Asi
- Messa–Ekozon
- Messa–Mezala
- Messa–Mba Nkolo
- Messa–Nkoag Ba
- Messa–Hôpital

Actuellement, ce quartier de la ville de Yaoundé est réduit à Grand–Messa (Messa I, Messa II), Messa–Carrière, Messa–Hôpital (encore connu comme quartier de la santé).

## Population
Du fait de sa grande étendue, la population de Messa est très cosmopolite. On y retrouve en majorité les populations originaires des Grassfields, du Septentrion, les Fang- Betis et les Bassas.

## Institutions

### Éducation

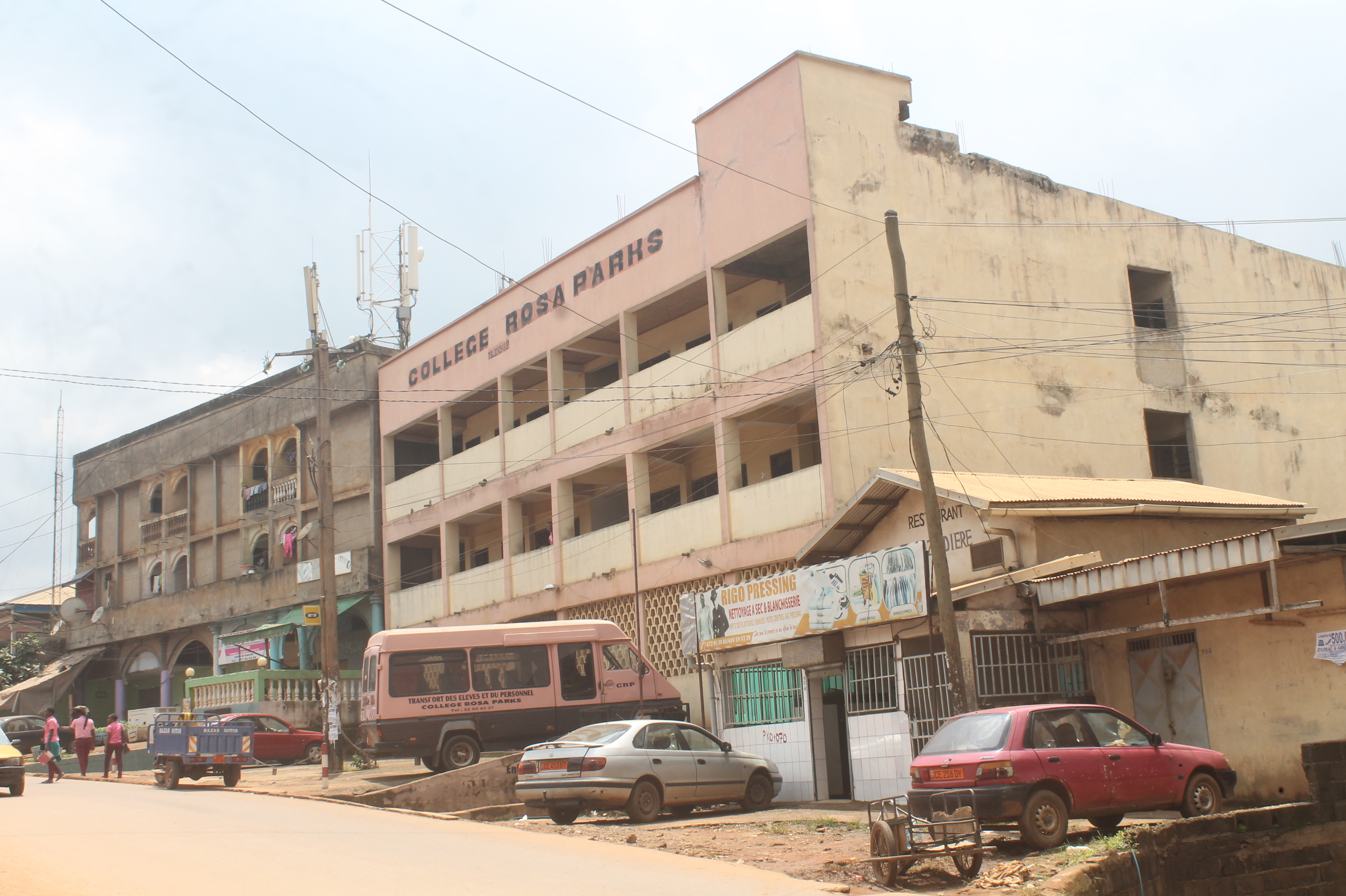
Collège Rosa Parks à Messa-Plateau.

- Institut sous-régional de statistique et d'économie appliquée (ISSEA)[4]
- École des sciences de la santé de l'Université catholique d'Afrique centrale[5]
- Institut supérieur des finances publiques du Cameroun (ISFPC)
- École spécialisée pour enfants déficients auditifs (ESEDA)
- École publique du Camp Bové
- École publique de Messa
- Centre social de Messa

### Santé
- Centre Pasteur du Cameroun[6]
- Hôpital central de Yaoundé
- Fondation Chantal Biya
- Croix-Rouge camerounaise[7]
- Dispensaire René Dumont
- Centre des urgences de Yaoundé (CURY)
- Centre national des opérations des urgences de santé de Yaoundé

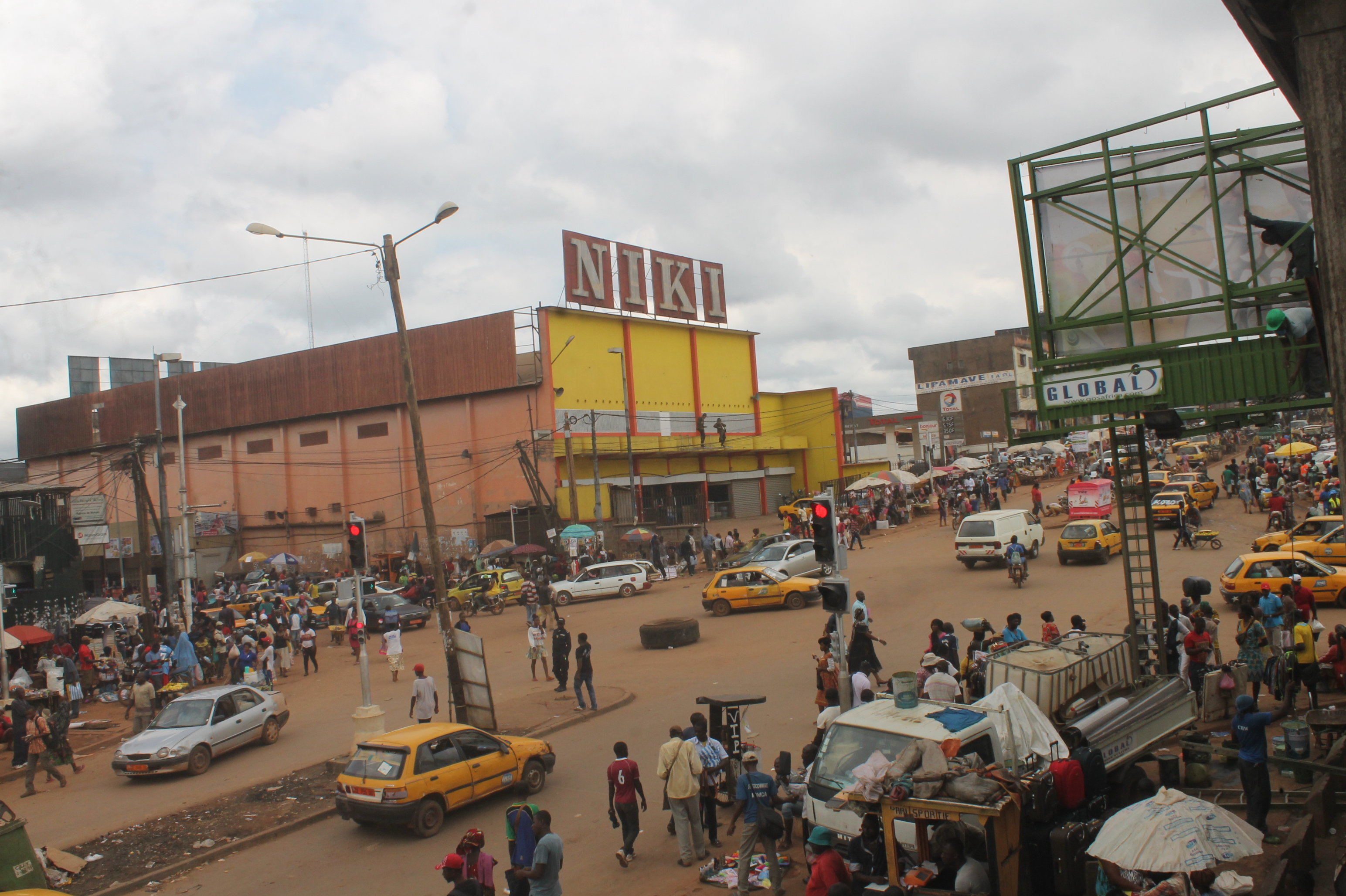
Supermarché Niki à Messa
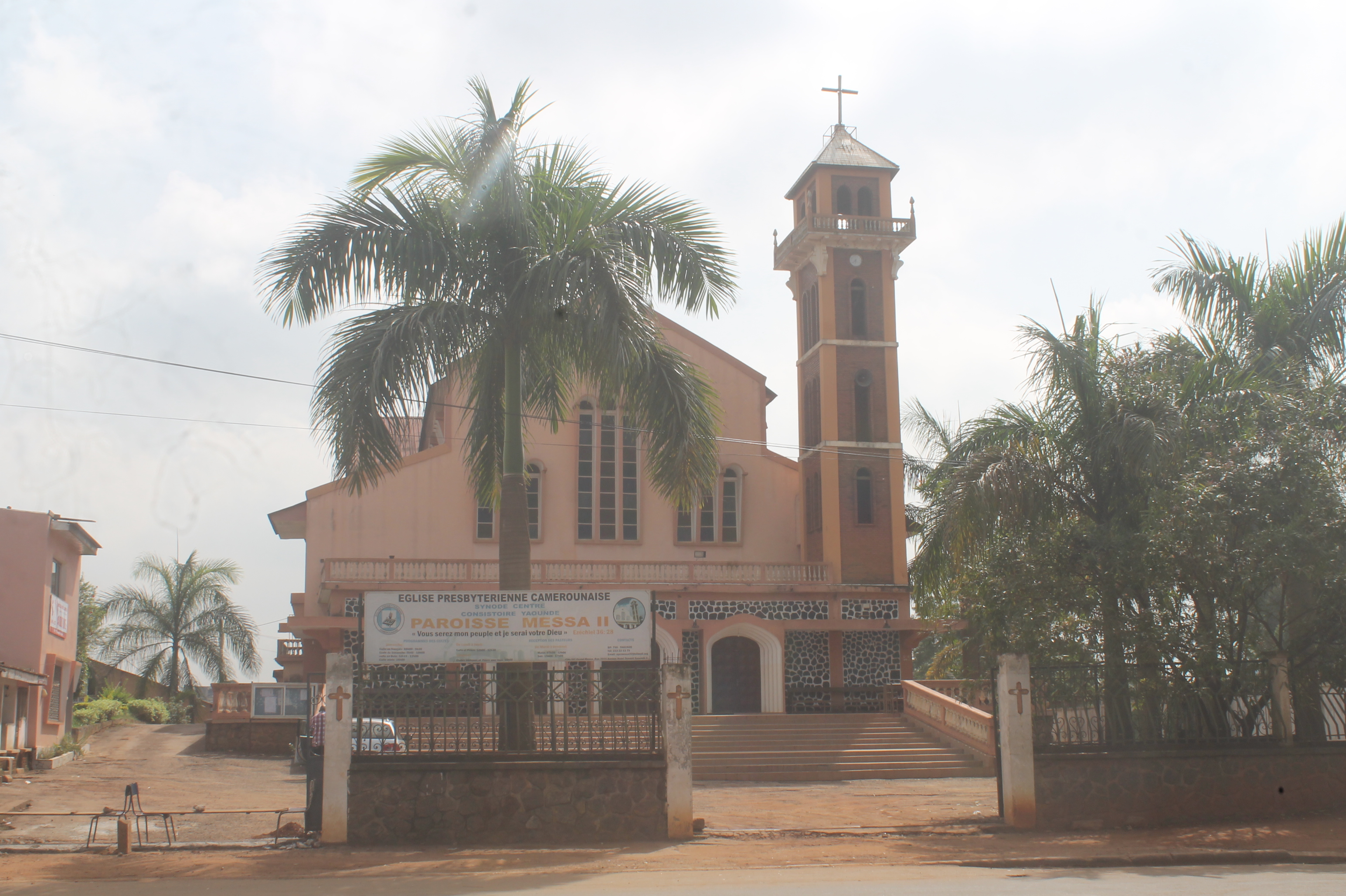
EPC Messa
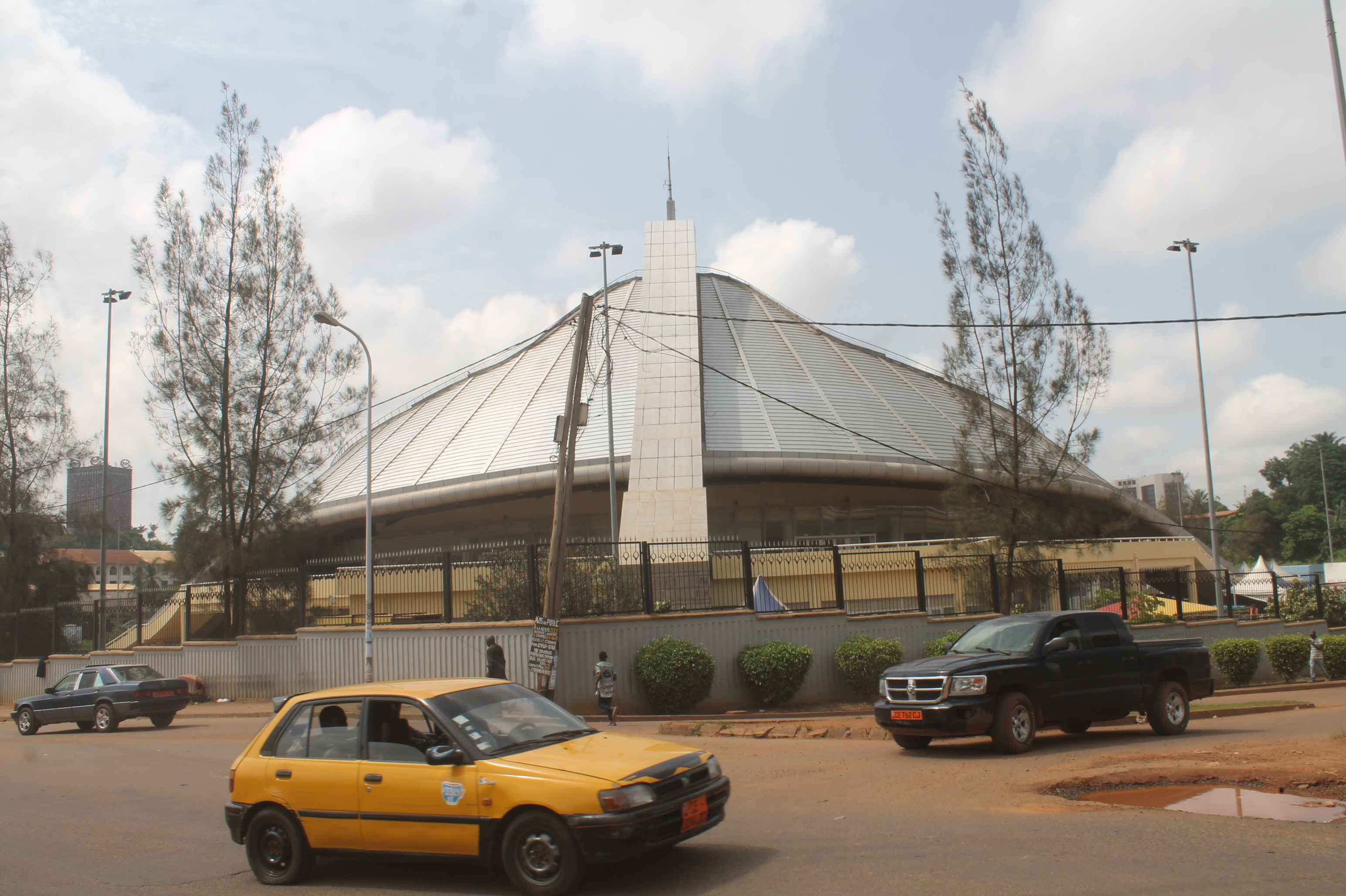
Palais des sports de Yaoundé à Messa
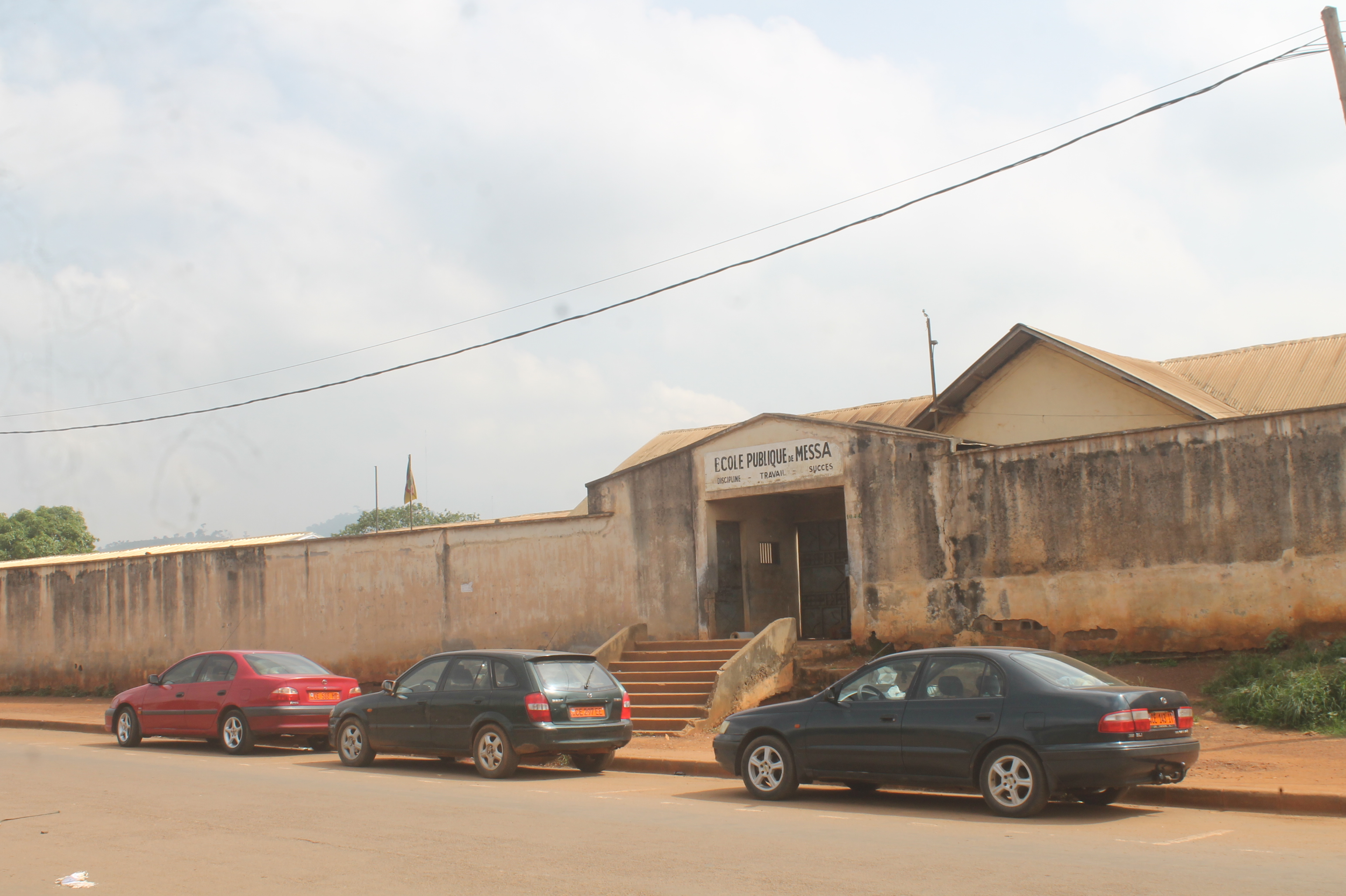
Ecole publique de Messa à Yaoundé
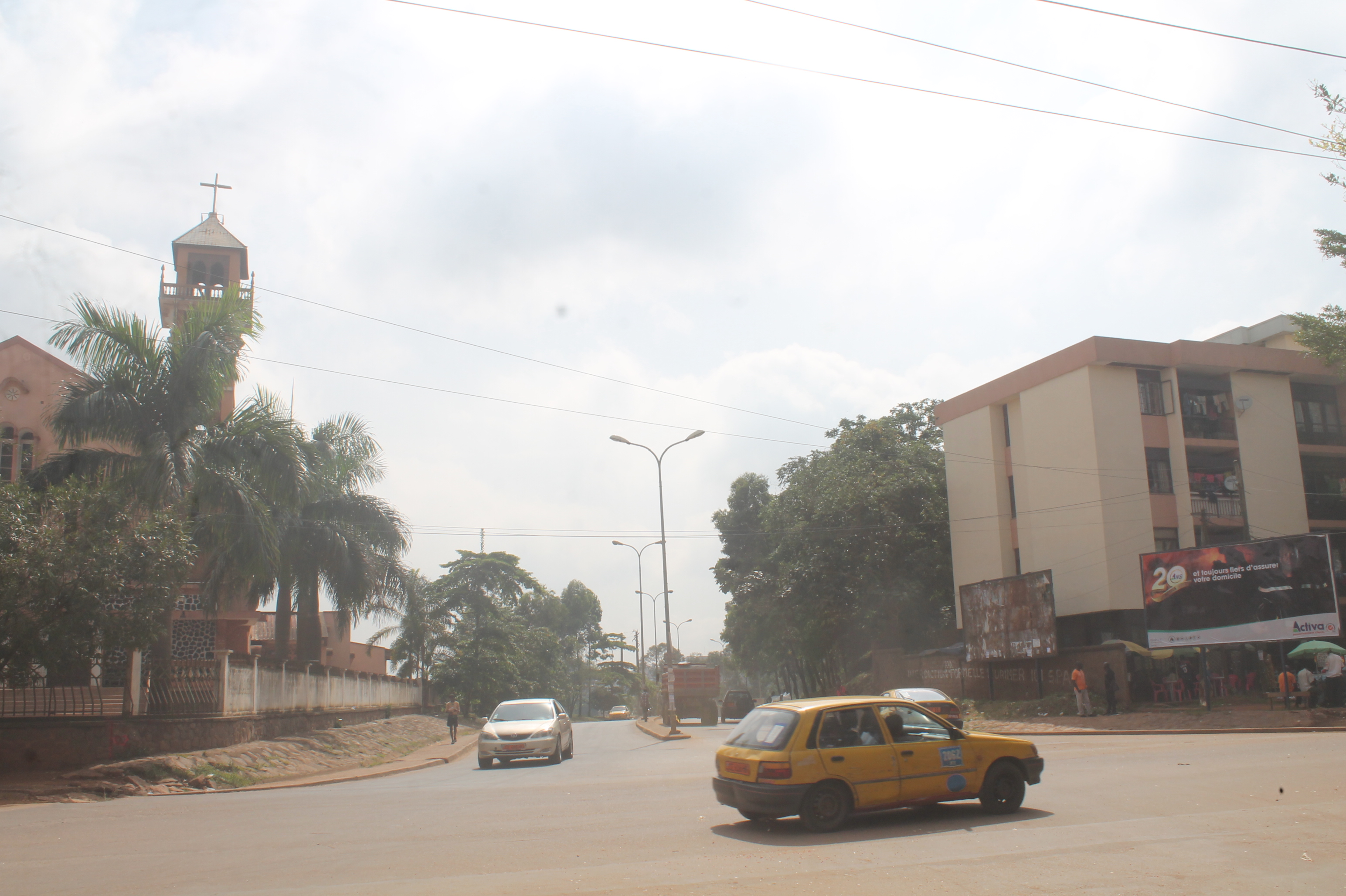
Une vue du camp sic Messa à Yaoundé
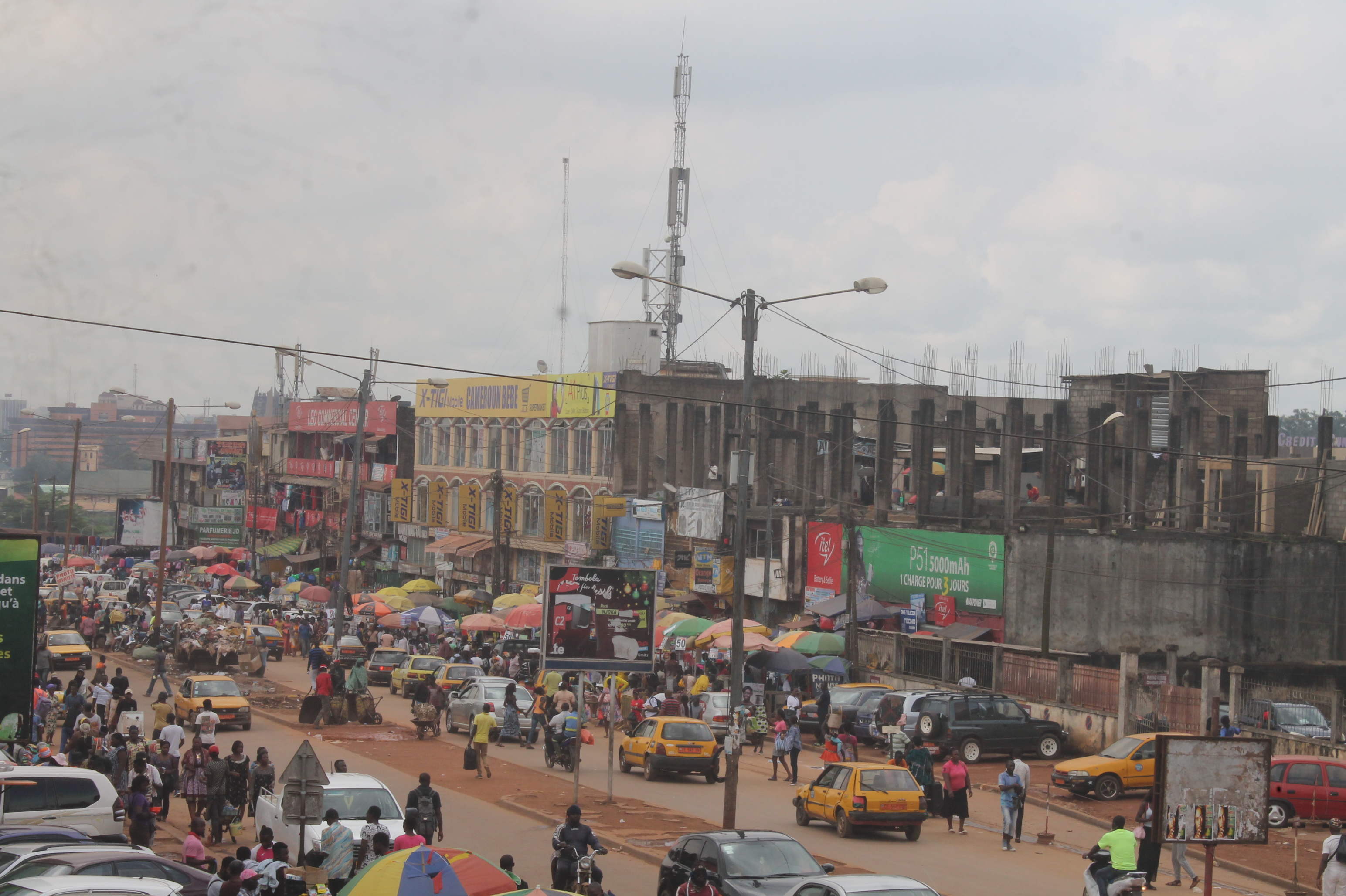
Vue aérienne du marché Mokolo